# 大阪桐蔭高等学校吹奏楽部
大阪桐蔭高等学校吹奏楽部（おおさかとういんこうとうがっこうすいそうがくぶ、英: Osaka Toin Symphonic Band）は、大阪桐蔭高等学校に属する吹奏楽クラブである。2005年の創部以来、全日本吹奏楽コンクール金賞、全日本マーチングコンテスト金賞、日本管楽合奏コンテスト「最優秀グランプリ/文部科学大臣賞」、ミッド・ヨーロッパ国際青少年吹奏楽祭全部門「総合グランプリ」受賞などの成績を残している。また、日本各地で開催する演奏会やテレビ出演(NHK紅白歌合戦など多数出演)、さらには登録者数20.4万人を誇るYouTubeを用いた演奏動画の発信などにより、入部希望者は極めて多い。

## 略歴
2005年、同校野球部の応援のため発足。当時の部員数は20名程度であった。2006年、梅田隆司が総監督に就任すると創部からわずか2年、1、２年生のみで全日本吹奏楽コンクール全国大会初出場（銀賞）を達成する（以後、同コンテストに通算15回出場し、「金賞」7回受賞）。なお、創部から僅か2年での全国大会出場は史上最速記録である。2008年には、全日本マーチングコンテスト全国大会に初出場を果たす（以後、同コンテストに通算5回出場し、「金賞」4回受賞）。2009年には全日本吹奏楽コンクールにおいて同部初となる金賞を全体一位の成績で受賞。この年、自由曲として演奏した世俗カンタータ「カルミナ・ブラーナ」（オルフ（J.クランス編））は特に名演として語り継がれている。2012年には、初の海外遠征となるオーストリア「ウィーン国立歌劇場」公演を敢行。同劇場においては、これがアマチュアの高校生として初の単独公演であった。さらに、このとき第15回ミッド・ヨーロッパ国際青少年吹奏楽祭に初出場し、全部門「総合グランプリ」受賞している。2015年には米カーネギーホールにおいてコンサートを実施。2017年には再びオーストリアに赴き、ウィーン国際青少年音楽祭吹奏楽部門コンクールで「第1位」を受賞している。
また、後述する特色のある活動内容が大きな話題となり、メディアへの露出も極めて多い。名だたるアーティストとコラボすることも多く、2017年にベリーグッドマンのアルバム「Spring Spring Spring」に収録された『ライトスタンド feat. 大阪桐蔭高等学校吹奏楽部』をはじめ、2021年にはYOASOBIの配信ライブUT×YOASOBI『SING YOUR WORLD』にも参加し、「ハルカ」、「群青」の2曲をコラボしている。さらに、配信シングル「ラブレター」にも演奏および合唱で参加している。また、同年の大晦日には、NHK紅白歌合戦に天童よしみとのコラボで出演を果たしている。
日本各地での演奏会や後述するメディアへの露出も相まって、吹奏楽部には全国各地から生徒が入部している。吹奏楽部には定員があり、定員60名程度のところ毎年約300人ほどが入部を希望するため、入部することも一筋縄にはいかない 。なお、吹奏楽部の生徒は大阪桐蔭高等学校Ⅲ類に所属している。

## 活動内容

### 演奏会
大阪桐蔭高等学校吹奏楽部の活動内容として特筆すべきは、演奏会の多さである。日本各地を会場として年間約100公演以上行っている(2023年度は、計127公演)。演奏会においては、高校吹奏楽部であるものの、ミュージカルを取り入れるなど、ジャンルにとらわれない極めてエンタテイメント性の高いステージを作り上げる。また、ステージ後部にはスクリーンを設置し、演奏と共に、曲にマッチした映像を映し出すことも大阪桐蔭吹奏楽部の演奏会の特徴の一つである。
さらに大阪桐蔭吹奏楽部の演奏会には「リクエストコーナー」と呼ばれる名物企画がある。このコーナーでは予め決められた100曲の曲目リストから観客が好きな曲をリクエストし、それを即時に演奏するというものである。リクエストできる観客は、野球応援演奏の「You are スラッガー」の後に梅田隆司先生がカラーバットでゴムボールを客席めがけて打ち、それを取った観客が100曲の中からリクエストすることで選ばれる。
これまでに、同部が上演した主なミュージカル作品は以下の通りである。
- 河内湖（第10回定期演奏会2015年2月、第15回定期演奏会2020年3月）　＊()内は初演または再演の日付
  - 作曲：高昌帥　演出：飛鳥左近　振付：洋あおい　脚本：梅田隆司
- 銀河鉄道の夜（第12回定期演奏会2017年2月､第17回定期演奏会2022年3月）
  - 原作：宮沢賢治　作曲：西村友　脚本：中島透　演出：洋あおい
  - ＊オリジナルは、劇団ひまわりが上演したミュージカル（2008年）
- レ・ミゼラブル（第15回定期演奏会2020年3月）
  - 作曲：C.シェーンベルク　振付：洋あおい　演出：梅田隆司
- 創作ミュージカル「OGATA洪庵の妻」（第16回定期演奏会2021年3月）
  - 作曲：西村友　振付：洋あおい　脚本演出：梅田隆司
- エリザベート（第17回定期演奏会2022年3月）
  - 作曲：シルヴェスター・リーヴァイ
- ウエスト・サイド・ストーリー（第18回定期演奏会2023年3月）
  - 作曲：レナード・バーンスタイン
- マイ・フェア・レディ（第18回定期演奏会2023年3月）
  - 作曲：フレデリック・ロウ
- サウンド・オブ・ミュージック（第19回定期演奏会2024年3月）
  - 作曲：リチャード・ロジャース
- オペラ座の怪人（第19回定期演奏会2024年3月）
  - 作曲：アンドリュー・ロイド・ウェバー　編曲：郷間幹男

### コンクール
「全日本吹奏楽コンクール」、公益財団法人日本音楽教育文化振興会主催の「管楽合奏コンテスト」、日本高等学校吹奏楽連盟主催の「全日本高等学校吹奏楽大会 in 横浜」等のコンクールに参加している。全日本吹奏楽連盟主催の「吹奏楽コンクール」のみ人数制限（55人）があるため，コンクールメンバーに選ばれた部員のみで参加しているが、それ以外のコンクールには全部員で参加している（大阪桐蔭吹奏楽部は、常に部員全員での活動(演奏)をモットーとしており、全日本吹奏楽コンクールが唯一の例外である）。
コンクールでは基本的にオーケストラの吹奏楽編曲版を演奏することが多いが、2021年の「第69回全日本吹奏楽コンクール」では、高昌帥作曲の「吹奏楽のための協奏曲」を演奏し、「金賞」を受賞している。同校が吹奏楽オリジナル曲を自由曲として取り上げるのはこれが初であった。日本管楽合奏コンテストにおいても本楽曲を演奏し、「最優秀グランプリ・文部科学大臣賞/観客投票最多賞」を受賞している。なお、2022年・2023年も吹奏楽オリジナル曲を選曲している。2024年は、ミュージカル『オペラ座の怪人』を演り、金賞を受賞した。なお、吹奏楽コンクール全国大会で、同曲が披露されるのは全部門を通じて初のことであった。

### YouTubeによる演奏動画の発信
2020年以降は新型コロナウイルス感染症拡大の影響で、演奏会の縮小を余儀なくされ、YouTubeを用いた演奏動画の発信を積極的に行っている。YouTubeに投稿した演奏動画は多くのメディアで取り上げられるなど話題を呼び、YOASOBI「夜に駆ける」は800万回再生を突破するなど、総再生回数は1億回を超える。
2021年7月以前は、同部の関係者等がYouTubeに演奏動画を投稿していたが、2021年7月30日より、同部OB会がチャンネルを立ち上げ、演奏動画の投稿を行っている。なお、2024年10月には、登録者数が20万人を突破した。

### 野球応援
同校の野球部が甲子園で開催される高校野球全国大会に出場した際には、吹奏楽部が応援に駆け付ける。最新のヒット曲をいち早く応援歌として演奏することで有名である。また同校オリジナル曲「You are スラッガー」は人気曲の一つであり、他校も応援曲として使用する人気曲である。なお、野球応援も部員全員で参加している。

## 沿革
- 2005年　創部　関西吹奏楽コンクール「優秀賞」受賞（バルトーク「弦楽四重奏曲第2番より第2楽章」）日本管楽合奏コンテスト「最優秀賞/審査員特別賞」受賞

- 2006年　梅田隆司が総監督に就任　全日本吹奏楽コンクール全国大会初出場（銀賞）を達成
- 2007年　吹奏楽部練習場「シンフォニックホール」竣工
- 2008年　全日本マーチングコンテスト初出場
- 2009年　全日本吹奏楽コンクール全国大会初の「金賞」受賞
- 2012年　初の海外遠征（オーストリア）
- 2013年　1億人の大質問!?笑ってコラえて!による密着取材の様子が放送
- 2014年　24時間テレビ武道館ライブ出演
- 2015年　フェスティバルホールにおいて定期演奏会を開催（創作ミュージカル河内湖初演 ）　米カーネギーホール公演
- 2016年　日本管楽合奏コンテスト「最優秀グランプリ/文部科学大臣賞」受賞
- 2017年　2度目のオーストリア遠征　ウィーン国際青少年音楽祭吹奏楽部門コンクール「第1位」受賞
- 2018年　日本管楽合奏コンテスト「最優秀グランプリ/文部科学大臣賞」受賞   第20回全日本高等学校吹奏楽大会in横浜 「遠山杯（準優勝）/横浜市長賞/連盟会長賞」受賞　嵐にしやがれ 出演　映画ボヘミアン・ラプソディー PV出演
- 2019年　世界一受けたい授業 出演
- 2020年　YouTubeによる演奏動画の発信を開始　「世界一受けたい授業」において無観客で行われた卒業公演（於：フェスティバルホール）の様子が放映
- 2021年　「世界一受けたい授業」第３弾放映　YOASOBI配信ライブUT×YOASOBI 『SING YOUR WORLD』出演　「第72回NKH紅白歌合戦」出演　全日本吹奏楽コンクール「金賞」（自由曲：吹奏楽のための協奏曲（作曲：高昌帥））　日本管楽合奏コンテスト「最優秀グランプリ・文部科学大臣賞/観客投票最多賞」
- 2022年　「世界一受けたい授業」第４弾放映　『ポケットモンスター スカーレット・バイオレット』PV映像 アルヴァマー序曲演奏担当
- 2023年　全日本吹奏楽コンクール「金賞」（自由曲：ブリュッセル・レクイエム（作曲：ベルト・アッペルモント））、吹奏楽部OB会のYoutubeチャンネルが登録者数10万人を達成（銀の盾獲得）
- 2024年　全日本吹奏楽コンクール「金賞」（自由曲：オペラ座の怪人（作曲：アンドルー・ロイド・ウェバー／編曲：郷間幹男））、日本管楽合奏コンテスト「最優秀グランプリ・文部科学大臣賞」受賞、吹奏楽部OB会のYoutubeチャンネルが登録者数20万人を達成

## 総監督
- 梅田隆司（2006年4月‐）

## メディアへの露出

### 出演した主なテレビ番組
- 1億人の大質問!?笑ってコラえて!（2013年）
- 24時間テレビ（2014年、2020年）
- 嵐にしやがれ（2018年）
- ベストヒット歌謡祭(2018年 DA PUMPとのコラボで「USA」を披露、2022年 Toshlとのコラボでタマシイレボリューションを披露)
- 世界一受けたい授業（2019年（スタジオ出演）、2020年（無観客卒業公演放送）、2021年（卒業公演放送）､2022年（スタジオ出演＆卒業公演放送））
- THE TIME,（2021年12月22日（列島リアルタイム中継による中継出演。前半は番組テーマ曲である銀河鉄道999 (ゴダイゴの曲)、おかわり中継では現地担当であるMBSアナウンサー福島暢啓とのコラボで大阪ラプソディーを披露））
- 第72回NKH紅白歌合戦（2021年､天童よしみとのコラボで「あんたの花道～ブラバンSP～」を披露）
- CDTV（2022年、WEST.とのコラボで「SOUL 2 SOUL」を披露）
- うたコン（2018年、2020年、2024年）

※2020年は、特にメディア出演が多く､約30本のメディア（テレビ・新聞等）で取り上げられている。

### 著名人とのコラボ
- ベリーグッドマン「ライトスタンド feat. 大阪桐蔭高等学校吹奏楽部」（ベリーグッドマンのアルバム「Spring Spring Spring」収録（2017年））ミュージックビデオ
- DA PUMP（ベストヒット歌謡祭(2018年））
- 新妻聖子、堺正章（世界一受けたい授業（2018年））
- DREAMS COME TRUE（「ＥＮＥＯＳ × DREAMS COME TRUE ドリカム30周年前夜祭 〜 ENERGY for ALL 〜」オープニングアクト（2018年）、「あなたとトゥラッタッタ♪」BRASS BAND VERSION（2018年））
- 高橋まこと（BOOWY）（比叡山延暦寺・照隅祭（2019年））
- 梶原徹也（THE BLUE HEARTS）（比叡山延暦寺・照隅祭（2019年））
- 天童よしみ（『うたコン』(2020年）、アルバム収録曲「あんたの花道」演奏（2021年）､第72回NKH紅白歌合戦）
- 上沼恵美子（「第18回わが心の大阪メロディー」（2018年）、「第20回わが心の大阪メロディー」（2020年））
- 和田アキ子（「第20回わが心の大阪メロディー」（2020年））
- YOASOBI（UT×YOASOBI 『SING YOUR WORLD』、「ラブレター」）（2021年）
- BiSH (世界一受けたい授業､「beautifulさ」をコラボ) (2022年)
- WEST.（CDTV（2022年））
- Toshl（ベストヒット歌謡祭（2022年））
- 山本リンダ（うたコン(2024年)）

### YouTubeによる演奏動画の発信
2020年より新型コロナウイルス感染症拡大の影響で、演奏活動の縮小を余儀なくされる。このため、YouTubeによる演奏動画の発信を積極的に実施し、YouTubeに投稿した演奏動画は多くのメディアで取り上げられるなど話題を呼び、YOASOBIの「夜に駆ける」は800万回再生を突破するなど、総再生回数は6,000万回を超える。また、YouTubeによる演奏動画の投稿がきっかけで、YOASOBIの配信ライブに出演している。

### その他
- NHK連続テレビ小説『おむすび』吹奏楽演奏(高校野球応援シーン)
- 『ポケットモンスター スカーレット・バイオレット』PV映像 アルヴァマー序曲演奏担当[9]
- 『LoveLive! Series Presents ユニット甲子園 2024』演奏[10]
- 『実況パワフルプロ野球』ゲーム内音楽担当

## 主な出身者
- 古山 真里江（神奈川フィルハーモニー管弦楽団　首席オーボエ奏者）
- 松山 萌（東京交響楽団　トランペット奏者）
- 石井 智章（パシフィックフィルハーモニア東京　首席オーボエ奏者）
- 高橋 鐘汰（仙台フィルハーモニー管弦楽団　オーボエ奏者）